# The Greatest Hits 1984-2002
The Greatest Hits 1984-2002 ("Los grandes éxitos 1984-2002") es un álbum compilatorio de la carrera de Modern Talking y fue lanzado al mercado en 2003 en Japón y Corea del Sur. Es un álbum doble editado bajo el sello BMG y arreglado por Dieter Bohlen.

## Lista de canciones

### Disco 1
| #   | Título                                                            | Tiempo |
| --- | ----------------------------------------------------------------- | ------ |
| 1.  | "You're My Heart, You're My Soul" (Dieter Bohlen)                 | 5:35   |
| 2.  | "Geronimo's Cadillac" (Dieter Bohlen)                             | 3:18   |
| 3.  | "Cheri Cheri Lady" (Dieter Bohlen)                                | 3:47   |
| 4.  | "Atlantis Is Calling (S.O.S. for Love)" (Dieter Bohlen)           | 3:49   |
| 5.  | "Brother Louie" (Dieter Bohlen)                                   | 3:42   |
| 6.  | "Let's Talk About Love" (Dieter Bohlen)                           | 3:55   |
| 7.  | "Jet Airliner" (Dieter Bohlen)                                    | 4:22   |
| 8.  | "You Can Win If You Want [Special Dance Version]" (Dieter Bohlen) | 5:19   |
| 9.  | "With a Little Love" (Dieter Bohlen)                              | 3:39   |
| 10. | "Lady Lai" (Dieter Bohlen)                                        | 4:58   |
| 11. | "Romantic Warriors" (Dieter Bohlen)                               | 4:00   |
| 12. | "In 100 Years" (Dieter Bohlen                                     | 3:59   |
| 13. | "Who Will Save The World" (Dieter Bohlen                          | 3:46   |
| 14. | "Diamonds Never Made a Lady" (Dieter Bohlen)                      | 4:02   |
| 15. | "Stranded In The Middle Of Nowhere" (Dieter Bohlen)               | 4:32   |
| 16. | "Just Like An Angel" (Dieter Bohlen)                              | 3:15   |
| 17. | "No. 1 Hit Medley" (Dieter Bohlen)                                | 7:05   |

### Disco 2
| #   | Título                                                | Tiempo |
| --- | ----------------------------------------------------- | ------ |
| 1.  | "Win The Race" (Dieter Bohlen)                        | 3:38   |
| 2.  | "Ready For The Victory" (Dieter Bohlen)               | 3:33   |
| 3.  | "You Are Not Alone" (Dieter Bohlen)                   | 3:25   |
| 4.  | "Sexy, Sexy Lover" (Dieter Bohlen)                    | 3:34   |
| 5.  | "I'm Gonna Be Strong" (Dieter Bohlen)                 | 3:32   |
| 6.  | "Don't Take Away My Heart" (Dieter Bohlen)            | 3:39   |
| 7.  | "Brother Louie [New Version]" (Dieter Bohlen)         | 3:37   |
| 8.  | "No Face, No Name, No Number" (Dieter Bohlen)         | 4:00   |
| 9.  | "Last Exit To Brooklyn" (Dieter Bohlen)               | 3:17   |
| 10. | "You're My Heart, You're My Soul '98" (Dieter Bohlen) | 3:19   |
| 11. | "China In Her Eyes" (Dieter Bohlen)                   | 4:24   |
| 12. | "Witchqueen Of Eldorado" (Dieter Bohlen               | 3:56   |
| 13. | "Juliet" (Dieter Bohlen                               | 3:39   |
| 14. | "We Take the Chance" (Dieter Bohlen)                  | 4:08   |
| 15. | "Doctor For My Heart" (Dieter Bohlen)                 | 3:20   |
| 16. | "Give Me Peace On Earth" (Dieter Bohlen)              | 4:18   |
| 17. | "Space Mix '98" (Dieter Bohlen)                       | 4:33   |

- Datos: Q6144564